# (9929) McConnell
(9929) McConnell est un astéroïde de la ceinture principale.

## Description
(9929) McConnell est un astéroïde de la ceinture principale. Il fut découvert le 24 février 1982 à Harvard par l'observatoire Oak Ridge. Il présente une orbite caractérisée par un demi-grand axe de 2,28 UA, une excentricité de 0,14 et une inclinaison de 6,0° par rapport à l'écliptique.

## Compléments